# Moáuia II
Moáuia ibne Iázide (em árabe: معاوية بن يزيد; romaniz.: Mu'āwiya ibn Yazīd; 661 – 684), melhor conhecido como Moáuia II, foi um califa omíada por cerca de quatro meses após a morte de seu pai, Iázide I. O império que ele herdou estava num período de desordem, com Abedalá ibne Zobair reivindicando para si o título de califa verdadeiro e mantendo sob controle militar Hejaz e outras regiões.

## Nascimento
Moáuia II nasceu em 28 de março de 661 e era filho de Iázide I, da dinastia omíada, e, por parte de mãe, descendia dos coraixitas de Hejaz. Seu avô materno, Abu Haxim ibne Utba ibne Rebia, foi apontado como governador de Baçorá e sua mãe se casou com Iázide em 660. Moáuia era o primogênito de seis irmãos e muitas irmãs. Quando Moáuia I se tornou califa, em 661, diz-se que ele teria ouvido no mesmo dia a notícia do nascimento do filho de seu filho. O relato aparece na obra "História das Guerras", de Náçabe (890-949):
| “ | Ao mesmo que nascia [de Moáuia II], seu avô se encontrava com os anciãos do Islã (a Xura) e, quando ele soube que tinha um neto, disse: "Certamente é uma benção de Alá e um verdadeiro sinal, se é possível um, de que eu sou o verdadeiro califa. Pois eu estabelecerei uma dinastia que será muito bem lembrada. Meu filho me seguirá e seu filho, a ele". A a criança foi chamada de Moáuia em sua homenagem. | ” |

De acordo com Tabari, Moáuia II tinha treze anos quando morreu. Se isto estiver correto, Moáuia deve ter nascido em 671, quando seu pai tinha 25 anos de idade. Lewis Joseph, em seu artigo "Islamic Historiography during the Ummayyad period 661-750", ainda assim argumenta que este fato seria uma tradição posterior criada no período em que a dinastia omíada já enfrentava a extinção.
Moáuia foi o primeiro príncipe dos omíadas a crescer desde o nascimento na corte do califa, protegido ali contra possíveis assassinos. Ele foi o primeiro a ter à disposição sábios e professores particulares, como relata a "Corte dos Califas Justos" de Al-Habah (854-905):
| “ | Muitos acadêmicos afirmam que o primeiro a ter à disposição sábios e professores particulares foi Moáuia ibne Iázide, neto do Moáuia que transformou os "sucessores do Profeta" (que Alá o proteja) em uma dinastia de déspotas. Pois como contam os sábios do passado, os califas anteriores haviam aprendido com os companheiros como iguais nas escolas da fé. | ” |

O fato de Moáuia não ter sido enviado a Meca e Medina era algo impopular entre os muçulmanos e esta crescente falta de simpatia piorou com as campanhas de Iázide contra Huceine ibne Ali e Abedalá ibne Zobair. A guerra mais recente, que levou à captura de Medina e ao cerco de Meca, foi ainda mais antipática. Felizmente para o Califado Omíada, Iázide I morreu logo depois, em 683, e foi sucedido por seu filho.

## Ascensão
A ascensão de Moáuia II foi recebida, num primeiro momento, com indiferença e apreensão entre os muçulmanos, pois eles nada sabiam sobre ele, uma vez que ele sempre fora mantido protegido na corte dos califas. Ainda assim, quando ele declarou que haveria uma trégua, foi recebido com alegria por toda parte, uma vez que ele havia terminado com as guerras nos lugares sagrados. Moáuia declarou que a guerra em Meca e Medina era fútil e blasfema e que o dano provocado à Caaba era um sacrilégio. Diz-se que ele teria declarado:
| “ | Pois esta é a cidade de Deus, tanto do oriente quanto do ocidente. Pois quando há guerra aqui, há terremotos no céu e os anjos correm em busca de proteção. Eu não permitirei que sangue seja derramado aqui e não haverá mais guerra. Nós devemos nos reconciliar e sermos aliados novamente e a comunidade dos fiéis [ ummah ] será restaurada. | ” |

Estas palavras o tornaram bastante popular com os muçulmanos, cansados da guerra, inclusive alguns que apoiavam Ibn al-Zubayr. Contudo, os seguidores mais ferrenhos deste urgiram os fiéis a quebrarem a trégua e declarem guerra, afirmando que o califa era um rapaz imberbe e um covarde que temia a guerra e, por isso, fácil de derrotar. Apesar disso, a trégua se manteve oficialmente por muitos meses, com apenas algumas escaramuças em Meca.

## Personalidade e família
Nas fontes primárias e nas histórias modernas, o reinado de Moáuia II é geralmente descrito brevemente. O califa é retratado como sendo de vontade fraca, mas de natureza bondosa. Diz-se que ele teria declarado, ao saber da morte do pai, que esta era a notícia que ele mais temia, pois agora era o califa e não desejava sê-lo. Moáuia teria sido preparado para convocar a shura e exigir que ela escolhesse um califa, restaurando assim a tradição não-hereditária do califado. 
O casamento de Moáuia foi considerado contencioso e problemático. Seu avô, Moáuia I, desejava casá-lo com uma mulher de outra tribo e, assim, reforçar o poder de sua dinastia. E foi o que ele fez, mas a sua esposa morreu em 677. Moáuia II se casou novamente em 678 e 680, se divorciando de ambas em 682 por causa da falta de filhos. Iázide então forçou-o a se casar com uma quarta esposa em 683, uma princesa estrangeira, para estender o poder do califado. Acredita-se que Moáuia desprezava esta mulher e assim que seu pai morreu, ele se divorciou dela.

## Governo
Tradicionalmente, Moáuia II aparece como não tendo interesse na política, possivelmente com alguma razão. Atribui-se a ele a alegação de que apenas por erro do princípio hereditário é que ele seria o califa e sob nenhuma outra circunstância ele seria escolhido. Apesar disso, seus companheiros o persuadiram a permanecer como califa, pois ele era gentil e deixaria assim alguns feitos virtuosos. Alguns dizem que eles o fizeram para prolongar seus próprios mandatos junto ao poder ou por que Moáuia II interpretava que seria ingrato de sua parte recusar o poder que lhe havia sido dado por Alá.
Uma vez que a trégua foi negociada, em 683, Moáuia II voltou sua atenção aos assuntos domésticos. Ele não se envolveu, por muitos meses, com Zubayr, mesmo quando a luta recomeçou e quando já era óbvio que a trégua havia sido quebrada. Moáuia II aprovou três leis que acreditava serem necessárias. Primeiramente, ele afirmou que o direito das mulheres deveria ser protegido. Em segundo lugar, que homem nenhum deveria ser morto por causa de um crime e, por fim, que o imposto para caridade deveria ser compulsório. Estas leis foram revogadas quando ele morreu.
De acordo com Atabari, Moáuia II reinou por apenas 40 dias antes de morrer.

## Conflito com Abedalá ibne Zobair
No início de 684, o problema de Abedalá ibne Zobair havia piorado e Moáuia foi forçado novamente a dar atenção à situação na Arábia meridional. Ele rejeitou todas as tentativas de iniciar um ataque, declarando que Medina e Meca eram sagradas. Ao invés disso, ele enviou uma embaixada a ibne Zobair e declarou que, por não ter filhos, ele poderia ser seu herdeiro. Zobair rejeitou a proposta, pois sabia que Moáuia era jovem e que poderia ter muitos filhos ("Eu não serei uma babá.").
A embaixada foi presa e o conflitou continuou. Segundo Naçabe (890-949):
| “ | Quando as notícias sobre a embaixada chegaram, Moáuia chorou à frente de todos. "Ó, que haja paz nos lugares santos, no oriente e no ocidente, e no céu! Eu não serei lembrado como o califa com sangue nas mãos. Eu não comandarei uma guerra civil!". Ele enviou então uma outra embaixada, afirmando que ele iria abdicar e que faria de ibne Zobair o califa, desde que sua vida fosse poupada. | ” |

Acredita-se que ele teria então abdicado e morrido um mês depois.

## Ponto de vista xiita de sua abdicação e morte
Em junho de 684, Moáuia abdicou. Os muçulmanos xiitas acreditam que ele teria se convertido ao xiismo e abdicado, afirmando que ele podia "sentir o cheiro do sangue de Ahl al-Bayt" a partir do trono. A frase significa que, supostamente, Moáuia considerava seus antepassados assassinos da Ahl al-Bayt ("a casa do Profeta Maomé").